# Hanna Prakatsen
Hanna Prakatsen (en bielorruso: Ганна Пракацень; en ruso: Анна Пракатень, Anna Prakaten; Minsk, Bielorrusia, 6 de septiembre de 1992) es una deportista rusa que compite en remo.
Participó en los Juegos Olímpicos de Tokio 2020, obteniendo una medalla de plata en la prueba de scull individual.
Ganó una medalla de oro en el Campeonato Europeo de Remo de 2021, en el scull individual. Además, obtuvo una medalla de oro en el Campeonato Mundial de Remo de Mar de 2019.

## Palmarés internacional
| Juegos Olímpicos   | Juegos Olímpicos | Juegos Olímpicos | Juegos Olímpicos |
| Año                | Lugar            | Medalla          | Prueba           |
| ------------------ | ---------------- | ---------------- | ---------------- |
| 2020               | Tokio (Japón)    | Medalla de plata | Scull individual |
| Campeonato Europeo |                  |                  |                  |
| Año                | Lugar            | Medalla          | Prueba           |
| 2021               | Varese (Italia)  | Medalla de oro   | Scull individual |